# Gare de Forchies
Ne doit pas être confondu avec Gare de Forchies-la-Marche.
La gare de Forchies est une gare ferroviaire belge de la ligne 112, de Marchienne-au-Pont à La Louvière-Centre, située à Forchies-la-Marche section de la commune de Fontaine-l'Évêque dans la province de Hainaut en région wallonne.
Elle est mise en service en 1984 lors de la construction d'une nouvelle section de ligne. C'est une halte ferroviaire de la Société nationale des chemins de fer belges (SNCB) desservie par des trains Suburbains (S62).

## Situation ferroviaire
Établie à 171 m d'altitude, l'arrêt de Forchies est située au point kilométrique (PK) 6,300 de la ligne 112, de Marchienne-au-Pont à La Louvière-Centre, entre les gares ouvertes de Marchienne-au-Pont et de Piéton.

## Histoire
La Société nationale des chemins de fer belges (SNCB) modifie le tracé de la ligne 112 entre les gares de Piéton et Marchienne-au-Pont, elle met en service l'arrêt de Forchies, lors de l'ouverture à exploitation le 16 janvier 1984.
Elle remplace de facto la gare de Forchies-la-Marche sur la ligne 112A, désaffectée en 1984.

## Service des voyageurs

### Accueil
Halte SNCB, c'est un point d'arrêt non géré (PANG) à accès libre.
La traversée des voies et le passage d'un quai à l'autre s'effectuent par des escaliers et le pont routier.

### Desserte
Forchies est desservie par des trains Suburbains (S) de la SNCB (ligne S62 du réseau suburbain de Charleroi) voir brochure de la ligne 118 Mons - Charleroi.
La desserte comprend en semaine des trains S62 reliant Luttre à Charleroi-Central via La Louvière toutes les heures renforcés par :
- un train Omnibus (L) entre Mons et Charleroi-Central, le matin ;
- un train S62 supplémentaire entre La Louvière-Sud et Charleroi-Central, le matin.

Les week-ends et jours fériés, il existe un train S62 toutes les deux heures entre La Louvière-Centre et Charleroi-Central.

### Intermodalité
Le stationnement des véhicules est possible à proximité.

## Comptage voyageurs
Le graphique et le tableau montrent le nombre de passagers qui en moyenne embarquent durant la semaine, le samedi et le dimanche.
| Nombre de voyageurs qui embarquent à la gare de Forchies | Nombre de voyageurs qui embarquent à la gare de Forchies | Nombre de voyageurs qui embarquent à la gare de Forchies | Nombre de voyageurs qui embarquent à la gare de Forchies |
|                                                          | Semaine                                                  | Samedi                                                   | Dimanche                                                 |
| -------------------------------------------------------- | -------------------------------------------------------- | -------------------------------------------------------- | -------------------------------------------------------- |
| 1984                                                     | 206                                                      | 55                                                       | 70                                                       |
| 1985                                                     | 246                                                      | 90                                                       | 53                                                       |
| 1986                                                     | 263                                                      | 58                                                       | 40                                                       |
| 1987                                                     | 292                                                      | 71                                                       | 58                                                       |
| 1988                                                     | 309                                                      | 80                                                       | 74                                                       |
| 1989                                                     | 295                                                      | 73                                                       | 52                                                       |
| 1990                                                     | 264                                                      | 73                                                       | 57                                                       |
| 1991                                                     | 294                                                      | 81                                                       | 57                                                       |
| 1992                                                     | 256                                                      | 79                                                       | 58                                                       |
| 1993                                                     | 264                                                      | 74                                                       | 49                                                       |
| 1994                                                     | 288                                                      | 74                                                       | 36                                                       |
| 1995                                                     | 259                                                      | 26                                                       | 12                                                       |
| 1996                                                     | 260                                                      | 46                                                       | 36                                                       |
| 1997                                                     | 213                                                      | 34                                                       | 31                                                       |
| 1998                                                     | 216                                                      | 30                                                       | 24                                                       |
| 1999                                                     | 218                                                      | 40                                                       | 16                                                       |
| 2000                                                     | 195                                                      | 52                                                       | 35                                                       |
| 2001                                                     | 161                                                      | 31                                                       | 22                                                       |
| 2002                                                     | 164                                                      | 28                                                       | 32                                                       |
| 2003                                                     | 165                                                      | 31                                                       | 39                                                       |
| 2004                                                     | 173                                                      | 44                                                       | 28                                                       |
| 2005                                                     | 163                                                      | 34                                                       | 40                                                       |
| 2006                                                     | 177                                                      | 28                                                       | 20                                                       |
| 2007                                                     | 153                                                      | 26                                                       | 24                                                       |
| 2008                                                     | -                                                        | -                                                        | -                                                        |
| 2009                                                     | 169                                                      | 30                                                       | 22                                                       |
| 2010                                                     | -                                                        | -                                                        | -                                                        |
| 2011                                                     | -                                                        | -                                                        | -                                                        |
| 2012                                                     | 157                                                      | 35                                                       | 33                                                       |
| 2013                                                     | 174                                                      | 36                                                       | 26                                                       |
| 2014                                                     | 159                                                      | 38                                                       | 25                                                       |
| 2015                                                     | 171                                                      | 38                                                       | 23                                                       |
| 2016                                                     | 156                                                      | 30                                                       | 30                                                       |
| 2017                                                     | 148                                                      | -                                                        | -                                                        |
| 2018                                                     | 133                                                      | 33                                                       | 29                                                       |
| 2019                                                     | 134                                                      | 32                                                       | 24                                                       |
| 2020                                                     | 90                                                       | 27                                                       | 9                                                        |
| 2021                                                     | -                                                        | -                                                        | -                                                        |
| 2022                                                     | 199                                                      | 22                                                       | 23                                                       |
| 2023                                                     | 152                                                      | 57                                                       | 54                                                       |
| 2024                                                     | 156                                                      | 63                                                       | 33                                                       |